# Ofensywa wiosenna we Włoszech 1945
Ofensywa wiosenna we Włoszech (kryptonim operacja Grapeshot) – ostatnia ofensywa aliantów podczas kampanii włoskiej przeprowadzona u schyłku II wojny światowej w Europie. Atak na równinę lombardzką w wykonaniu 15 Grupy Armii rozpoczął się 6 kwietnia 1945 r., a zakończył 2 maja formalną kapitulacją sił niemieckich we Włoszech.

## Tło sytuacyjne
Alianci rozpoczęli swoją ostatnią wielką ofensywę na linię Gotów w sierpniu 1944 r., kiedy brytyjska 8 Armia pod dowództwem gen. Olivera Leesa nacierała po równinie wzdłuż wybrzeża Adriatyku, a amerykańska 5 Armia gen. Marka Clarka atakowała przez środkowy grzbiet Apeninów. Mimo że udało im się przełamać potężną linię obrony, ostatnią we Włoszech, alianci ledwo zdołali przedostać się z niej do doliny Padu, zanim zatrzymała ich surowa, zimowa pogoda. Alianckie formacje frontowe spędziły resztę zimy w bardzo trudnych warunkach, podczas gdy na tyłach trwały przygotowywania do wiosennej ofensywy w 1945 r.

### Zmiany dowódców
Kiedy 5 listopada zmarł feldmarsz. John Dill, szef brytyjskiej misji wojskowej w Waszyngtonie, jego zastępcą został feldmarsz. Henry Maitland Wilson. Gen. Harold Alexander, awansowany do stopnia feldmarszałka, 12 grudnia zastąpił Wilsona na stanowisku Naczelnego Dowódcy Śródziemnomorskiego Teatru Działań Wojennych. Gen. Mark Clark objął wtedy dotychczasową funkcję Alexandra jako Naczelny Dowódca Sił Alianckich we Włoszech (przemianowanych na 15 Grupę Armii), ale bez awansu. Gen. Lucian Truscott, dowódca amerykańskiego VI Korpusu z czasów bitwy pod Anzio i zdobycia Rzymu, po wylądowaniu na południu Francji podczas operacji Dragoon, wrócił do Włoch, aby objąć dowództwo 5 Armii.
23 marca feldmarsz. Albert Kesselring został mianowany Naczelnym Wodzem Frontu Zachodniego (OB West), zastępując tam feldmarsz. Gerda von Rundstedta. Gen. Heinrich von Vietinghoff został przeniesiony znad Bałtyku, aby przejąć kontrolę nad wojskami po Kesselringu, zaś gen. Traugott Herr, doświadczony dowódca LXXVI Korpusu Pancernego przejął 10 Armię. Gen. Joachim Lemelsen, który tymczasowo dowodził 10 Armią, powrócił do dowodzenia 14 Armią.

### Ordre de Bataille
Alianci na froncie włoskim dysponowali coraz mniejszymi siłami z powodu traktowania tego teatru działań wojennych jako pobocznego przez najwyższe dowództwo. W październiku 1944 r. indyjska 4 Dywizja Piechoty została wysłana do Grecji, a brytyjska 4 Dywizja Piechoty odeszła za nimi w listopadzie wraz ze 139 Brygadą z 46 Dywizji Piechoty. Resztę dywizji wycofano w grudniu wraz z grecką 3 Brygadą Górską. Na początku stycznia 1945 r. brytyjska 1 Dywizja Piechoty została wysłana do Palestyny, a pod koniec miesiąca I Korpus Kanadyjski i brytyjska 5 Dywizja Piechoty zostały przeniesione na front zachodni, zmniejszając 8 Armię, dowodzoną teraz przez gen. Richarda McCreery’ ego, do zaledwie siedmiu dywizji. Jeszcze dwie inne dywizje brytyjskie miały podążyć za poprzednikami do Europy północno-zachodniej, lecz Alexander dał radę zatrzymać je we Włoszech.
Amerykańska 5 Armia została nieznacznie wzmocniona między wrześniem a listopadem 1944 r. brazylijską 1 Dywizją Piechoty, a w styczniu 1945 r. specjalistyczną amerykańską 10 Dywizją Górską. Łącznie siły alianckie we Włoszech wynosiły siedemnaście dywizji i osiem niezależnych brygad (złożonych m.in. z włoskich ochotników z Grupy Friuli, wyposażonych i przeszkolonych przez Brytyjczyków), co odpowiada sile niespełna 20 dywizji. Siła ludzka 15 Grupy Armii wynosiła 1 mln 334 tys. żołnierzy, z czego 8 Armia dysponowała 632 980 ludźmi, a 5 Armia 266 883 żołnierzami.
Sytuacja sił Osi nie była lepsza. Co prawda posiadały one we Włoszech 21 dywizji, ale znacznie słabszych niż alianckie z powodu ciężkich strat poniesionych przez wojska niemieckie i zupełnego braku rezerw u schyłku wojny. Cztery z nich to jeszcze gorzej wyposażone włoskie dywizje Narodowej Armii Republikańskiej z około 349 tys. żołnierzy niemieckich i 45 tys. żołnierzy włoskich na dzień 9 kwietnia. Na liniach komunikacyjnych znajdowało się jeszcze 91 tys. Niemców, których wspierało ok. 100 tys. włoskich policjantów faszystowskich. Trzy z czterech włoskich dywizji utworzyły kościec Armii Liguria pod dowództwem Rodolfo Grazianiego, strzegącej zachodniej flanki zwróconej w stronę granicy z Francją, a czwartą dywizję przydzielono 14 Armii w sektorze, który był mniej prawdopodobnym celem nieprzyjacielskiego ataku.

### Plan ofensywy

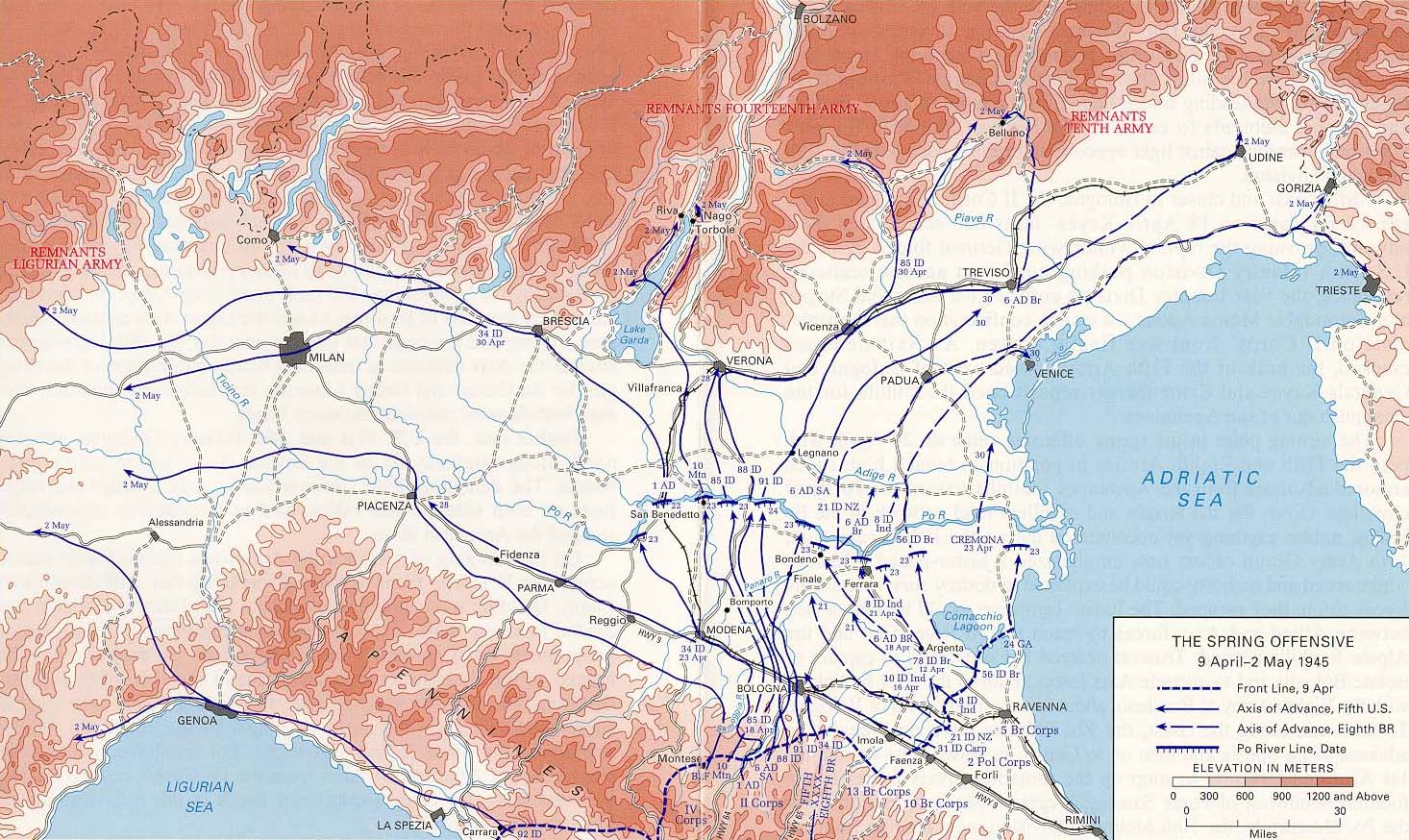
Schemat alianckiej ofensywy wiosennej, kwiecień 1945

Gen. Clark przedstawił swój plan ofensywy 18 marca. Jego celem było: 

zniszczenie maksymalnej ilości sił wroga na południe od Padu, sforsowanie rzeki i zdobycie Werony

 W fazie I 8 Armia brytyjska przepływałaby kolejno rzeki Senio i Santerno, a następnie wykonała dwutorowe natarcie, jedno w kierunku Budrio równolegle do drogi bolońskiej, Trasy 9 (Via Emilia), a drugie na północny zachód wzdłuż Trasy 16, Via Adriatica, w kierunku Bastii i Argenty, wąskiego pasa suchego terenu na zachód od jeziora Comacchio. Piechota desantująca się z amfibii po przepłynięciu jeziora i zrzucona na spadochronach uderzyłaby na boki i pomogła zdobyć pozycje nieprzyjaciela w Argencie. W zależności od względnego powodzenia tych działań zostanie podjęta decyzja, czy głównym celem 8 Armii stanie się Ferrara na Via Adriatica, czy pozostanie nim Budrio. Tymczasem amerykańska 5 Armia zamierzała zaatakować od 24 godzin do dwóch dni później, po ataku 8 Armii i przebiciu się do doliny Padu. Zdobycie Bolonii zostało przedstawione jako zadanie drugorzędne.
W fazie II 8 Armia miała uderzyć na północny zachód, aby zdobyć Ferrarę i Bondeno, blokując trasy potencjalnego odwrotu sił wroga przez Pad. 5 Armia miała przejść na północ od Bolonii, aby połączyć się z 8 Armią w regionie Bondeno i dokończyć okrążenie sił niemieckich na południe od Padu. 5 Armia miała także wykonać drugie uderzenie dalej na zachód w kierunku Ostiglii, punktu w którym Pad przecina główną trasę do Werony. Faza III obejmowała ustanowienie przyczółków po drugiej stronie Padu i dalszą penetrację na północ.
Plan 8 Armii (operacja Buckland) musiał zmierzyć się z trudnym początkowym zadaniem przejścia przez Senio, której oba brzegi były oblepione sztucznymi wzniesieniami o wysokości od 6 do 12 m, z wydrążonymi w nich tunelami obronnymi o strukturze plastra miodu i bunkrami pod obu stronach tych wzgórz. V Korpus otrzymał rozkaz ataku na występ utworzony przez rzekę w linii alianckiej pod Cotignola. Po prawej stronie rzeki stała indyjska 8 Dywizja Piechoty, która odegrała podobną rolę, jak podczas przekraczania Rapido w końcowej fazie bitwy o Monte Cassino. Po lewej stronie 8 Dywizji, nowozelandzka 2 Dywizja Piechoty miała zaatakować rzekę, wykonując manewr oskrzydlający. Po lewej stronie V Korpusu, na Trasie 9, 2 Korpus Polski poszerzyłby front, atakując przez Senio w kierunku Bolonii. Polskie dywizje były rozpaczliwie słabe jesienią 1944 r., ale w pierwszych miesiącach 1945 r. otrzymały one posiłki w sile 11 tys. żołnierzy, głównie przymusowo wcielonych do armii niemieckiej Ślązaków wziętych do niewoli przez siły alianckie w czasie kampanii normandzkiej poprzedniego lata.
Po drugiej stronie Senio dywizje piechoty miały sforsować Santerno. Po jej przekroczeniu brytyjska 78 Dywizja Piechoty również miała powtórzyć swoją rolę spod Monte Cassino i przejść przez przyczółek ustanowiony przez Hindusów i Nowozelandczyków, a następnie nacierać w stronę Bastii i Argenty, 23 km za Senio, gdzie suchy ląd jest zwężony do zaledwie 5 km szerokości, otoczony z prawej strony przez jezioro Comacchio, ogromną lagunę biegnącą do wybrzeża Adriatyku, a po lewej przez bagna. W tym samym czasie brytyjska 56 Dywizja Piechoty przeprowadziłaby atak desantowy przez jezioro Comacchio. Na lewej flance V Korpusu dywizja nowozelandzka przejdzie na lewo od mokradeł po zachodniej stronie Argenty, podczas gdy dywizja indyjska przejdzie do rezerwy armii.
Plan 5 Armii (operacja Buckland) przewidywał początkowe uderzenie IV Korpusu wzdłuż Trasy 64, aby wyprostować front armii i odciągnąć niemieckie rezerwy od Trasy 65. Następnie II Korpus zaatakowałby wzdłuż Trasy 65 w kierunku Bolonii. Ciężar ataku przesunąłby się następnie z powrotem na zachód, aby przebić się do doliny Padu, omijając Bolonię.

## Bitwa

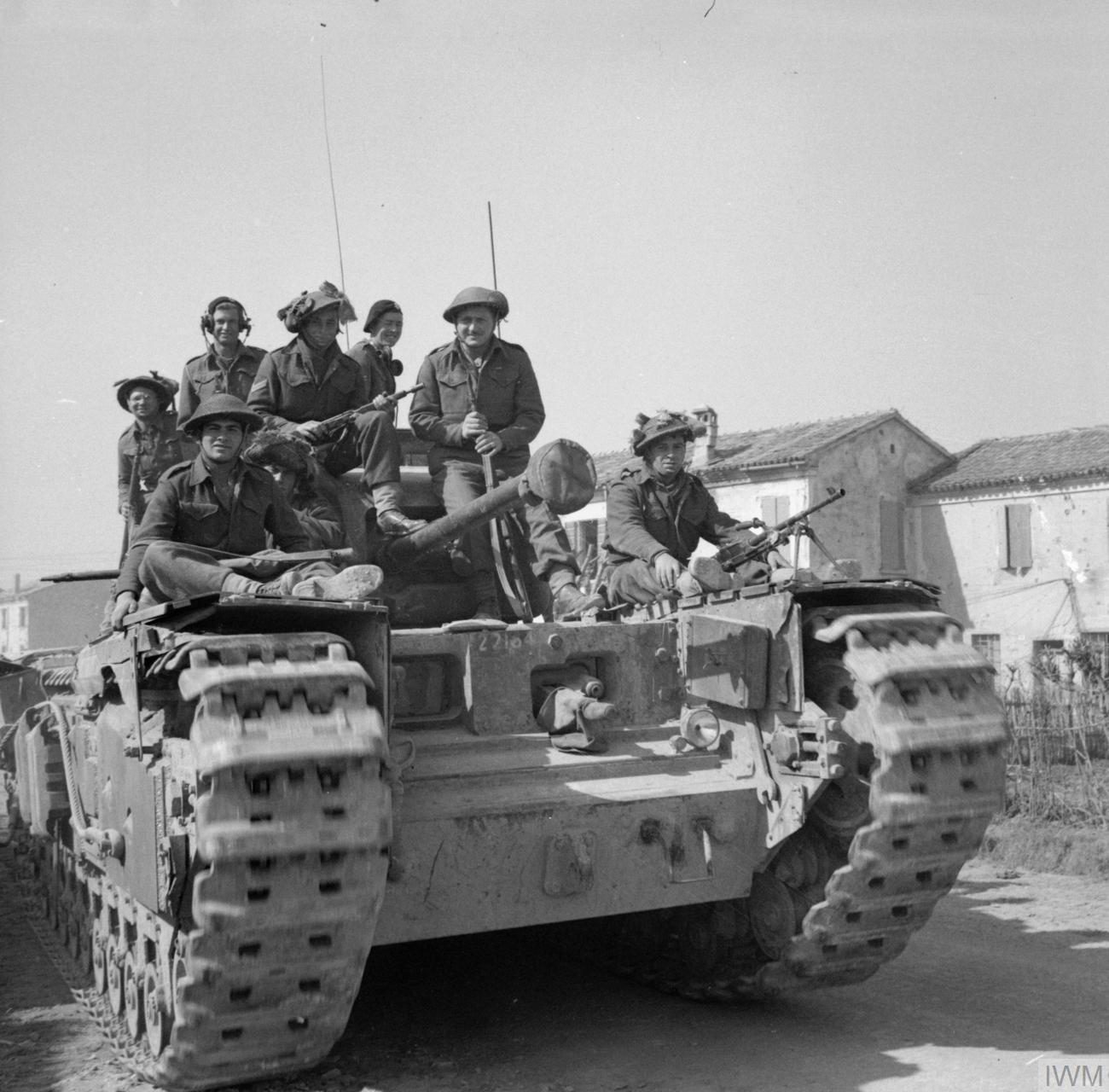
Żołnierze Brygady Żydowskiej na czołgu Churchill w regionie Mezzano-Alfonsine, 14 marca 1945 r.

W pierwszym tygodniu kwietnia przeprowadzono ataki dywersyjne na skrajną prawą i lewą stronę frontu alianckiego, aby odciągnąć niemieckie rezerwy od głównych celów zbliżającej się ofensywy. Ataki te obejmowały operację Roast, atak brytyjskiej 2 Brygady Komandosów wspartych przez pojazdy pancerne, aby uchwycić przesmyk lądu graniczącego z jeziorem Comacchio i przejąć Port Garibaldi po północnej stronie jeziora. Po uszkodzeniu infrastruktury transportowej, co zmusiło siły Osi do korzystania z dróg morskich, kanałowych i rzecznych w celu uzupełniania zapasów, żegluga państw Osi była atakowana podczas nalotów bombowych, takich jak operacja Bowler na Wenecję.
Przygotowania do głównego ataku rozpoczęły się 6 kwietnia ciężkim ostrzałem artyleryjskim wymierzonym w obronę Senio. Wczesnym popołudniem 9 kwietnia 825 ciężkich bombowców zrzuciło bomby kasetowe, a po nich średnie bombowce i myśliwce bombardujące. Od 15:20 do 19:10 wykonano pięć ciężkich ostrzałów artyleryjskich, trwających po 30 minut każdy, przeplatanych atakami z powietrza. Dla wsparcia operacji Nowozelandczyków, wzdłuż ich odcinka frontu rozmieszczono 28 pojazdów Churchill Crocodile i 127 pojazdów Universal Carrier z zamontowanym miotaczem płomieni. Indyjska 8 Dywizja Piechoty, nowozelandzka 2 Dywizja i polska 3 Dywizja Strzelców Karpackich (na odcinku 2 Korpusu Polskiego przy Trasie 9) zaatakowały o zmierzchu. W walkach, w których zdobyli dwa Krzyże Wiktorii wywalczone przez żołnierzy indyjskiej 8 Dywizji, do świtu 11 kwietnia dotarli do rzeki Santerno, 5,6 km od swoich pozycji wyjściowych. Nowozelandczycy dotarli do Santerno o zmroku 10 kwietnia, po czym udało im się przeprawić o świcie 11 kwietnia. Polacy podeszli pod Santerno nocą 11 kwietnia.
Późnym rankiem 12 kwietnia, po całonocnym ataku, 8 Dywizja utworzyła przyczółek na północnym brzegu Santerno, a brytyjska 78 Dywizja zaczęła przechodzić na drugą stronę, by dokonać ataku na Argentę. W międzyczasie brytyjska 24 Brygada Piechoty, część 56 Londyńskiej Dywizji Piechoty, rozpoczęła desant z wody i błota na prawo od Argenty. Mimo że zdobyli przyczółek, nadal byli trzymani w szachu na pozycjach w Fossa Marina w nocy 14 kwietnia. 78 Dywizja Piechoty tego samego dnia oparła się na rzece Reno w Bastii.

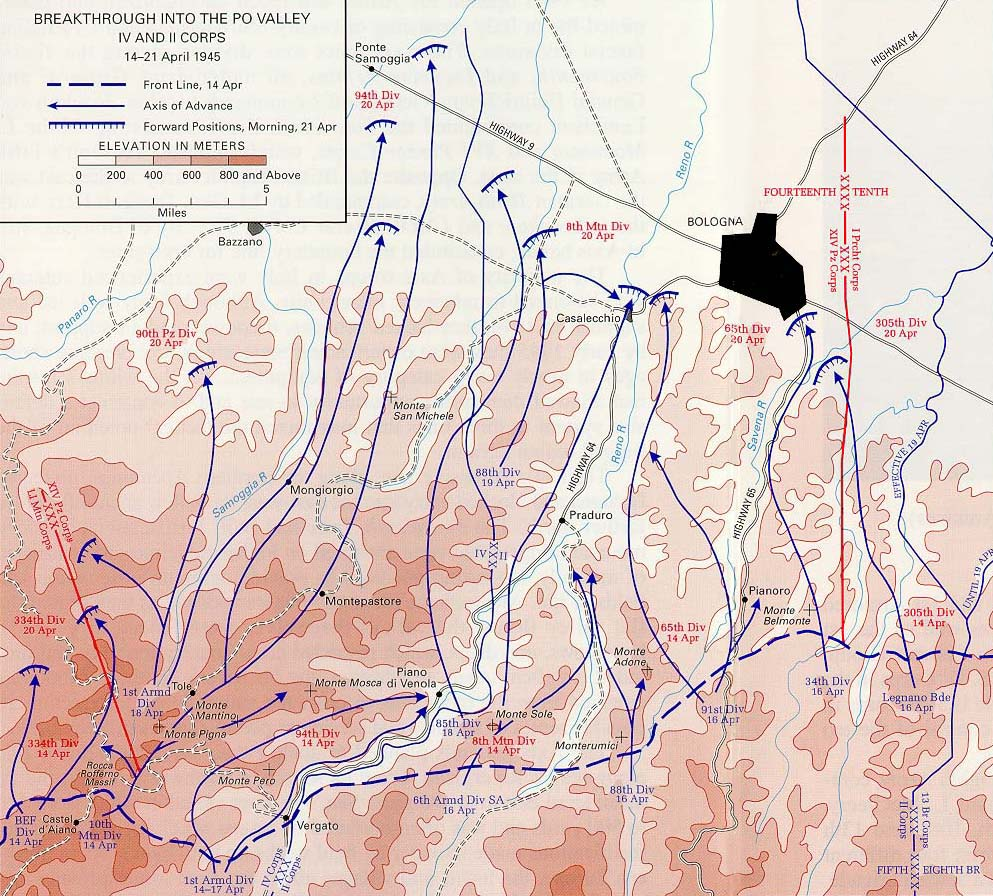
Schemat ofensywy 5 Armii, kwiecień 1945 r.

Amerykańska 5 Armia rozpoczęła atak 14 kwietnia po bombardowaniu w wykonaniu 2 tys. ciężkich bombowców i 2 tys. dział, atakami żołnierzy IV Korpusu (1 Dywizji brazylijskiej, 10 Dywizji Górskiej i 1 Dywizji Pancernej) po lewej stronie. Następnie w nocy 15 kwietnia amerykański II Korpus uderzył wraz z południowoafrykańską 6 Dywizją Pancerną i 88 Dywizją Piechoty zbliżającą się do Bolonii między trasami 64 i 65 oraz 91 i 34 Dywizją Piechoty nacierającą wzdłuż Trasy 65. Postępy w penetracji zdeterminowanej niemieckiej obrony były powolne, ale ostatecznie większa siła aliancka i brak niemieckich rezerw przeważyły, dzięki czemu do 20 kwietnia oba korpusy przedarły się przez górskie umocnienia i dotarły do doliny Padu. 10 Dywizji Górskiej kazano ominąć Bolonię z prawej strony i pomaszerować na północ, pozostawiając II Korpus, aby ten poradził sobie z Bolonią wraz z jednostkami 8. Armii zbliżającymi się z prawej strony.
Do 19 kwietnia, na froncie 8 Armii Argenta została zdobyta, a brytyjską 6 Dywizję Pancerną skierowano przez lewe skrzydło 78 Dywizji, aby odskoczyła w lewo i ścigała się na północny zachód wzdłuż linii rzeki Reno do Bondeno i tam połączyła się z amerykańską 5 Armią, kończąc okrążenie wojsk niemieckich broniących Bolonii. Tego samego dnia Włoski Partyzancki Komitet Wyzwolenia Narodowego, dowodzący włoskim ruchem oporu, ogłosił powstanie powszechne; w następnych dniach wybuchły gwałtowne walki pomiędzy włoskimi partyzantami a siłami niemieckimi i faszystowskimi w Turynie oraz w Genui, a także w wielu innych miastach północnych Włoch, podczas gdy siły niemieckie przygotowywały się do wycofania z Mediolanu. Na wszystkich odcinkach frontu niemiecka obrona była nadal zdeterminowana i skuteczna, lecz Bondeno padło 23 kwietnia. 6 Dywizja Pancerna połączyła się z 10 Dywizją Górską z IV Korpusu następnego dnia w Finale Ligure, około 8 km od Bondeno w górę rzeki Panaro. Do Bolonii dotarły rankiem 21 kwietnia 3 Dywizja Strzelców Karpackich z 2 Korpusu Polskiego oraz Grupa Friuli z proalianckiej armii włoskiej, posuwająca się wzdłuż Trasy 9, a dwie godziny później dołączył do nich amerykański II Korpus z południa. 24 kwietnia Parma i Reggio Emilia zostały wyzwolone przez włoskich partyzantów.
Amerykański IV Korpus kontynuował natarcie na północ i 22 kwietnia dotarł do Padu w San Benedetto. Rzeka została sforsowana następnego dnia, po czym Amerykanie ruszyli na północ do Werony, do której wkroczyli 26 kwietnia. Na prawo od 5 Armii, na lewym skrzydle 8 Armii brytyjski XIII Korpus przekroczył Pad w Ficarolo 22 kwietnia, podczas gdy V Korpus przeszedł na drugą stronę 25 kwietnia, kierując się w stronę linii Weneckiej, improwizowanej linii obronnej budowanej za rzeką Adige. Gdy siły alianckie przeprawiały się przez Pad, na lewej flance brazylijski 34 Pułk i 1 Dywizja Pancerna IV Korpusu zostały zepchnięte na zachód i północny zachód wzdłuż linii Trasy 9 w kierunku Piacenzy i przez Pad, aby odciąć możliwe drogi ucieczki nieprzyjacielskich wojsk do Austrii i Szwajcarii przez jezioro Garda. 27 kwietnia 1 Dywizja Pancerna wkroczyła do Mediolanu, wyzwolonego przez partyzantów 25 kwietnia, a dowódca IV Korpusu gen. Willis Crittenberger wjechał do miasta 30 kwietnia. Turyn został również wyzwolony przez siły partyzanckie 25 kwietnia, po pięciu dniach walk, a 27 kwietnia gen. Günther Meinhold poddał się wraz z 14 tys. żołnierzy włoskim partyzantom w Genui. Na południe od Mediolanu, w Collecchio-Fornovo, dywizja brazylijska zebrała pozostałości dwóch dywizji niemieckich wraz z ostatnimi jednostkami armii faszystowskiej, biorąc 13,5 tys. jeńców 28 kwietnia. Tego samego dnia włoscy partyzanci rozstrzelali Benito Mussoliniego wraz z kochanką Clarą Petacci i powiesili ich ciała głowami do dołu na stacji benzynowej w Mediolanie.
Na krańcu prawej flanki wojsk alianckich, brytyjski V Korpus, napotykając na swej drodze coraz mniejszy opór, przekroczył linię Wenecką i wyzwolił Padwę we wczesnych godzinach porannych 29 kwietnia. Na miejscu zastał otoczony przez partyzantów niemiecki garnizon w sile 5 tys. żołnierzy.

## Epilog
W marcu w Szwajcarii odbyły się tajne negocjacje w sprawie kapitulacji Niemców przed zachodnimi aliantami pod kryptonimem operacja Sunrise, ale doprowadziły one jedynie do protestów Sowietów, którzy uznali, że zachodni alianci próbują wynegocjować odrębny pokój.
28 kwietnia feldmarsz. von Vietinghoff wysłał parlamentariuszy do kwatery głównej sił alianckich we Włoszech. Dzień później podpisał akt kapitulacji, w którym zgodził się na formalne zakończenie działań wojennych na froncie włoskim 2 maja. Dokument podpisany przez von Vietinghoffa dotarł do kwatery głównej 15 Grupy Armii dopiero rano 2 maja. Wydaje się, że feldmarsz. Kesselring uznał to za złamanie jego autorytetu jako Naczelnego Wodza Frontu Zachodniego, pod który podpiął również Włochy, dlatego zdjął ze stanowiska von Vietinghoffa i zastąpił go generałem Friedrichem Schulzem z Grupy Armii G. Jednak po krótkim okresie zamieszania, w trakcie którego nadeszła wiadomość o śmierci Hitlera, Schulz uzyskał zgodę Kesselringa na poddanie się, a von Vietinghoff został formalnie przywrócony na stanowisko dowódcy sił niemieckich we Włoszech.